# Kirchheimer Muschelkalk

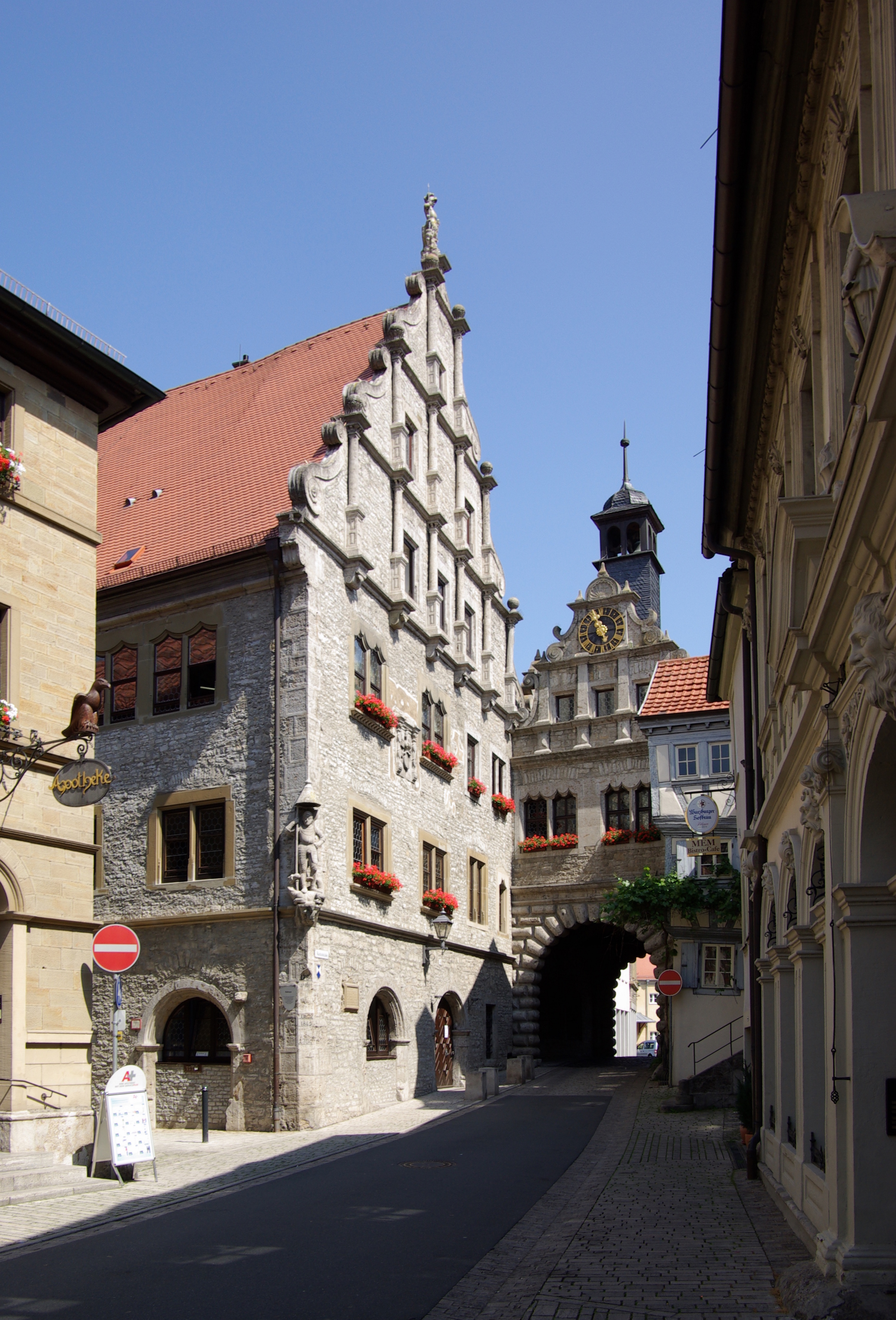
Marktbreit: Gebäude und Maintor aus Fränkischem Muschelkalk

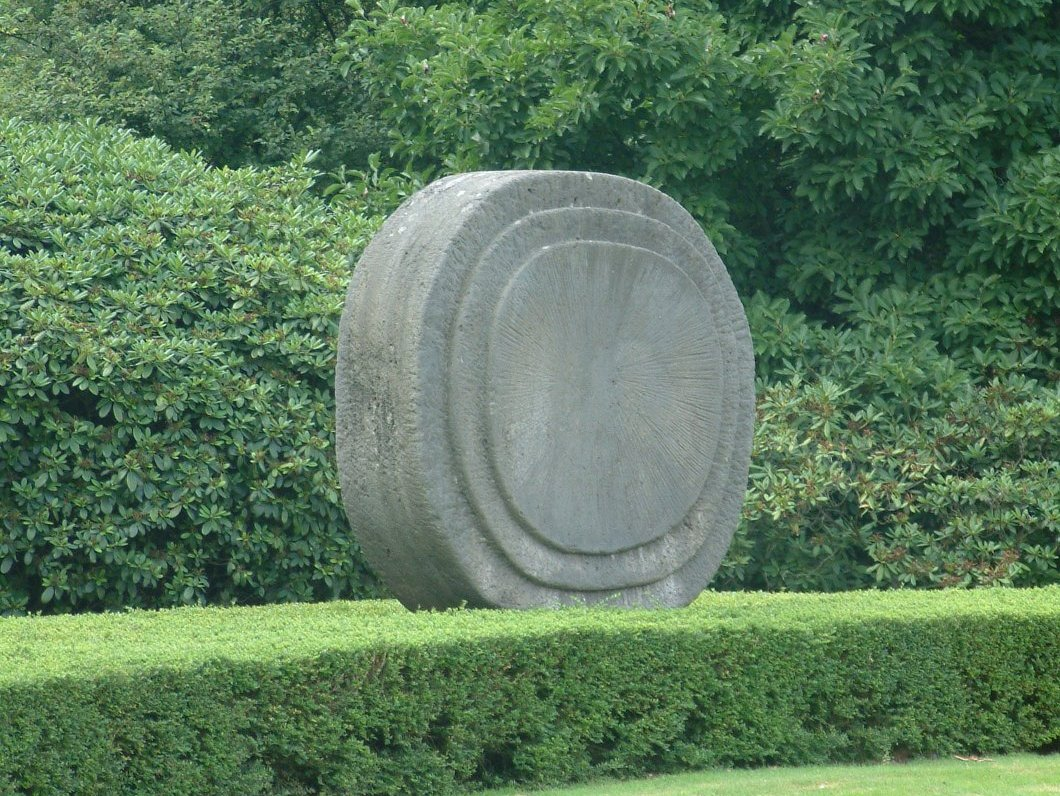
Skulptur des ersten bundesdeutschen Symposions 1961: Sonnenscheibe aus Kirchheimer Muschelkalk von Hermann Baumann (heute in Eindhoven)

Der Kirchheimer Muschelkalk (auch Fränkischer Muschelkalk genannt) ist ein Naturstein, der in der Nähe von Kirchheim, etwa 15 km südlich von Würzburg in Unterfranken, vorkommt. Es handelt sich erdgeschichtlich um ein Gestein, das im Zeitraum des Oberen Muschelkalks entstand. Es gibt drei Naturstein-Typen, die sich in ihren Eigenschaften unterscheiden: Kernstein, Goldbank und Blaubank (letzterer auch als Blaubankstein bekannt).

## Vorkommen und Abbau
Das Verbreitungsgebiet dieses Kalksteinvorkommens reicht von Kirchheim und Gaubüttelbrunn, Kleinrinderfeld, Heidingsfeld, Marktbreit, Ochsenfurt, Randersacker, Rothenburg ob der Tauber, Krensheim bis Grünsfeld.
Die dichte und 5 bis 13 Meter hohe mächtige Kalkstein-Schichtenfolge kennt einen inneren Kernbereich, in dem sich im Gestein kein bzw. kaum Ton befindet, sondern nur in Form von Stylolithen, als Trennschichten zwischen den Gesteinbänken. Im Randbereich, der etwa 7 Kilometer breit ist, lagerte sich Ton nicht nur in die Trennschichten ein, sondern ins Gestein selbst.

Kirchheimer Muschelkalk entstand in einem Meeresbecken, das von Tieren und Pflanzen besiedelt war, die abstarben. Die Schalen, Gehäuse und Pflanzenrelikte bestanden aus Kalk, wurden teilweise zertrümmert und bildeten auch Kalkschlamm und versteinerten. Aus den umgebenden Uferregionen des Meeres wurden Eisenhydroxide eingeschwemmt, die in dem Kalkschlamm sedimentierten. Aus den eingeschwemmten Eisenoxiden wurde die Naturstein lagenweise unterschiedlich gefärbt, daher gibt die unterschiedlich farbigen Sorten.
Der Kirchheimer Kalkstein hatte große wirtschaftliche und kulturelle Bedeutung für diese Region und es gab zahlreiche Steinbrüche. In der Umgebung seines Vorkommens hat dieser Naturstein ganze Landschaften und Bauwerke in den Orten geprägt. Dieser Kalkstein wurde vor allem in der ersten Hälfte des 20. Jahrhunderts und er wird bis heute im Jahre 2008 im gesamten Deutschland verbaut. 
Der Abbau in Steinbrüchen erfolgt durch ein senkrechtes Abkeilen der Gesteinsschichten entsprechend den gewünschten Formaten der Rohblöcke und unter Einsatz von Radladerschaufeln, die die Rohblöcke anheben. Dies geschieht unter Ausnutzung der waagerechten Toneinlagerungen, die die Gesteinsschichten trennen und auf diesem Wege kann die Rohblockgewinnung mit relativ geringem Aufwand betrieben werden. 

### Kernstein

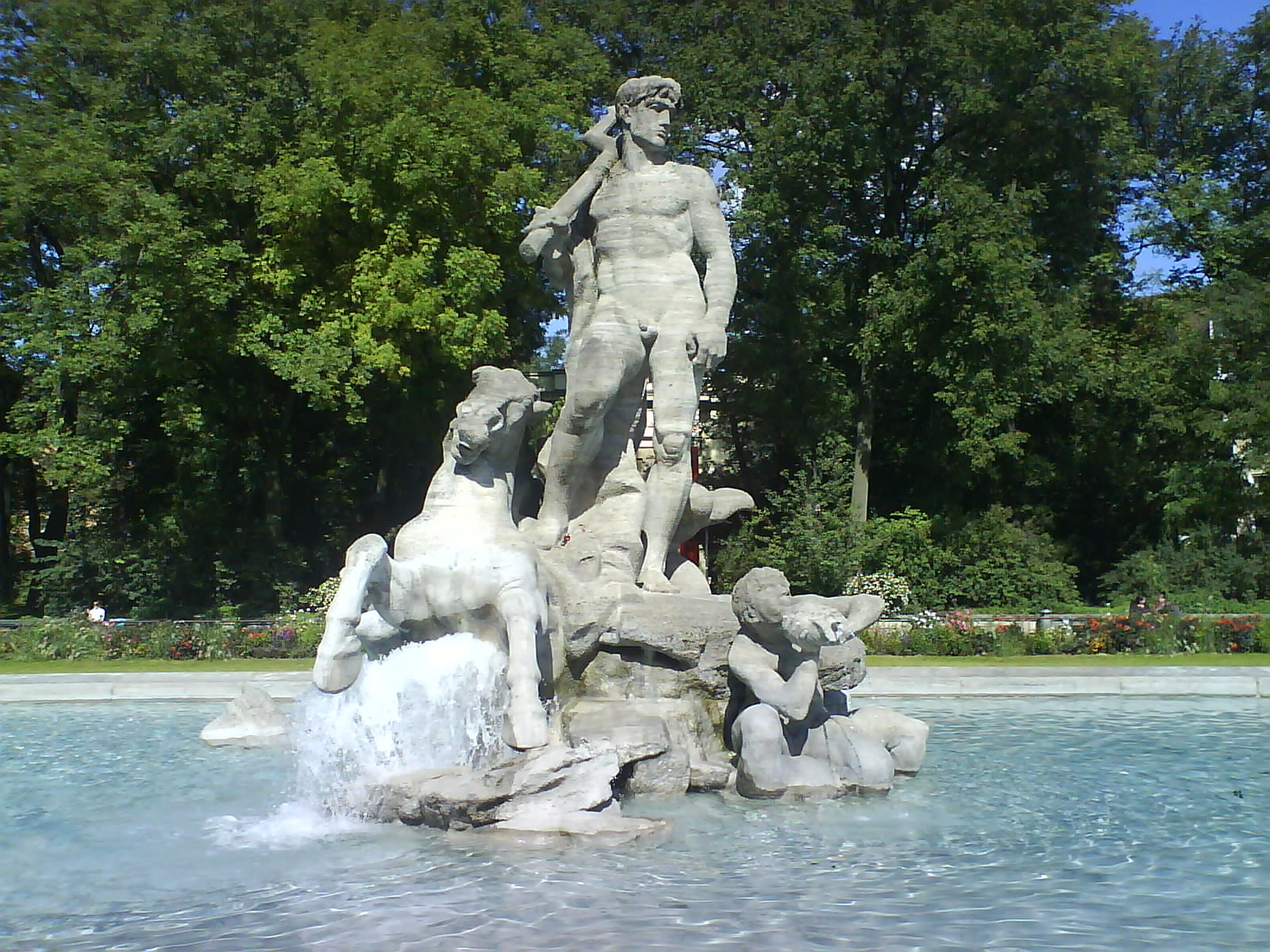
Neptunbrunnen aus Kirchheimer Muschelkalk (Kernstein)

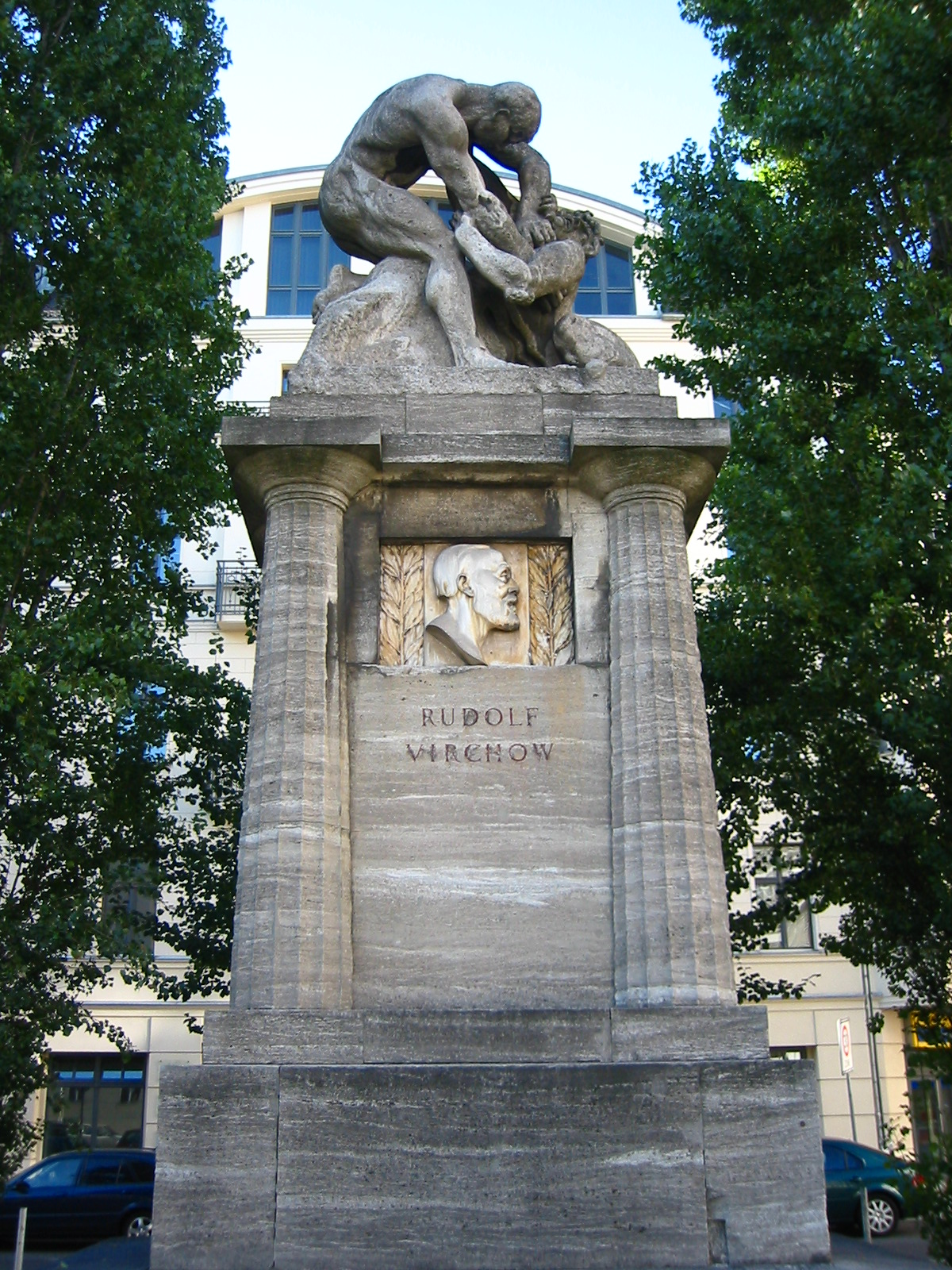
Rudolf Virchow-Denkmal in Berlin aus Kirchheimer Muschelkalk

Kernstein ist ein graubrauner Kalkstein aus Muschel- und Brachiopodenschill. Es sind deutlich Fossilien und Fossilienbruchstücke mit dem Auge erkennbar. Die Schalen erreichen eine Dicke von 5 Millimetern und Peloide, kleine ovale Körper mit einer Korngröße von 0,1 bis 0,2 Millimeter sind eingelagert. Das Bindemittel ist calcitisch mit einem Anteil von 27 Prozent und die Komponenten haben einen Anteil von 73 Prozent. Die biogenen Komponenten erreichen einen Anteil von 87 und die Peloide von 13 Prozent.
Der Kernstein ist gut verwitterungsfest und kann teilpoliert werden. Die Politur lässt aufgrund der derzeitigen Umweltbedingungen nach längerem Verbleib im Freien nach und er bleicht leicht aus. 
Verbaut wurde Kernstein unter anderem an den Isarbrücken, Stadtsparkasse am Isartorplatz, Neptunbrunnen und in der U-Bahn-Station Theresienstraße in München, Spanische Botschaft in Berlin und Deutsche Bank AG in Düsseldorf.

### Goldbank und Blaubank

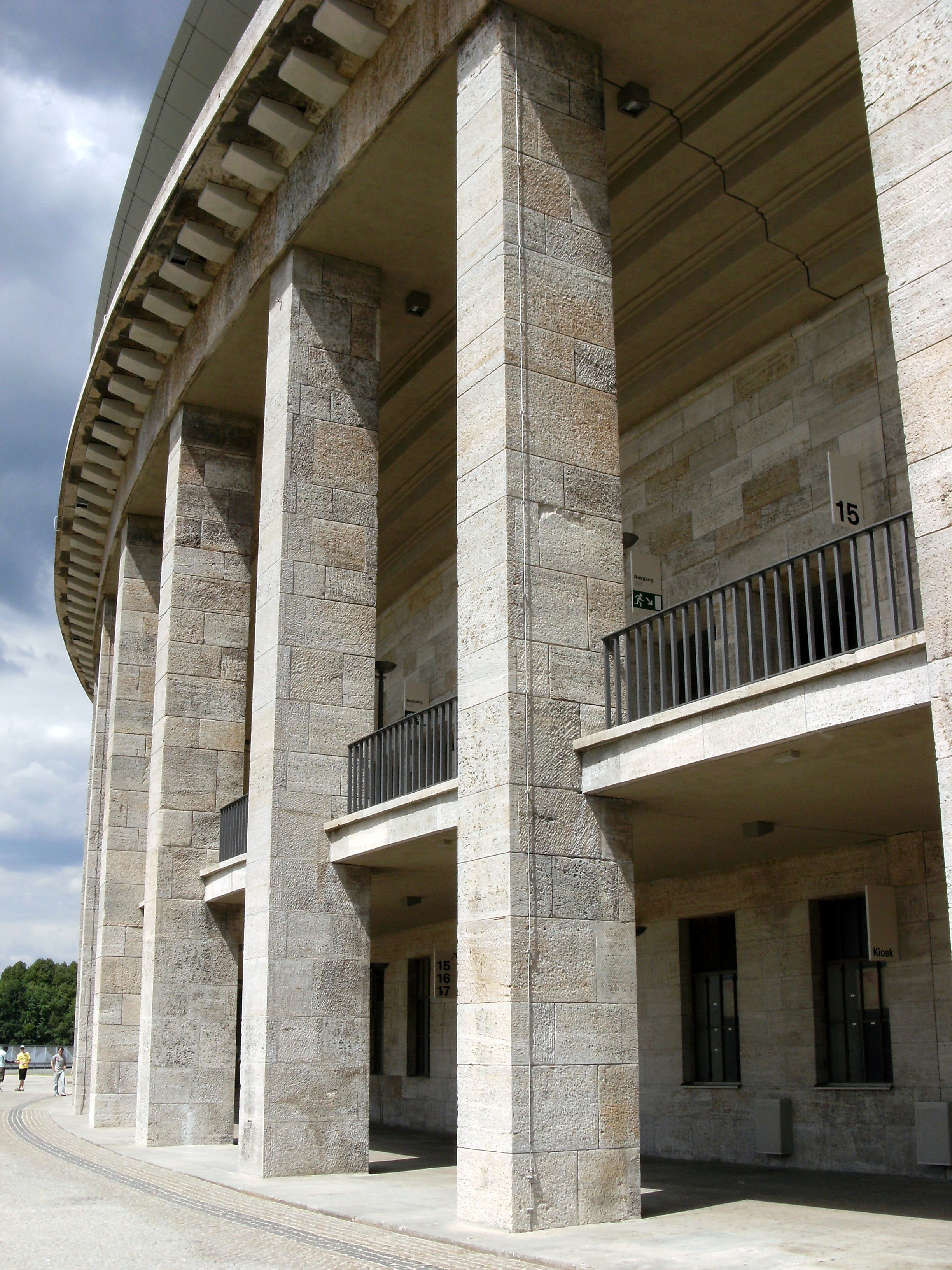
Detailansicht des Olympiastadion Berlin

Die Natursteinsorten Goldbank und Blaubank unterscheiden sich lediglich in ihrer Farbe, in den technischen Werten und im Mineralbestand gibt es marginale Unterschiede. Nach Grimm ist die Goldbank häufig das oxidierte Produkt der Blaubank.
Die Goldbank zeigt beigegraue Farbe und die Blaubank ist blaugrau. Die Goldbank führt in ihrer Kalkmasse oxidierte Eisenverbindungen, daher erscheint sie leicht golden. Die Komponenten aus Muschel- und Brachiopodenschillschalen betragen 53 und das Bindemittel 47 Prozent. Neben Schill sind Peloide enthalten. Bei den Komponenten beträgt der biogene Anteil 88 und die Peloide betragen 12 Prozent. 
Die Gold- und Blaubank sind gut bis mäßig und nicht so verwitterungsfest wie die Kernbank. Sie sind polierbar und bleichen nach relativ kurzer Zeit im Freien aus. Sie sind besser für den Innenausbau geeignet.
Verbaut wurden die beiden Sorten unter anderem am Max-Emanuel-Denkmal, an der Uni und am Landeskirchenamt München sowie in sehr großen Mengen im Olympiastadion Berlin.

## Gewinnung und Verwendung
Alle obengenannten Natursteine werden für Monumentalbauten, ebene und profilierte Werksteine, Haussockel, Denkmale und Grabmale, Steinbildhauerarbeiten sowie für Boden- und Wandplatten verwendet.